# 兵庫県立千種高等学校
兵庫県立千種高等学校（ひょうごけんりつ ちくさ こうとうがっこう）は、兵庫県宍粟市にある県立高等学校である。

## 概要
かつては西播学区に属していたが、2010年度（平成22年度）の入学生より県下全域から出願可能となっている。
現在は定員1学年1学級（40名）の、山間部にある小規模校である。近年は定員割れが続き存続が危ぶまれてきたことから、その対策として特色を打ち出すため、兵庫県教育委員会と宍粟市教育委員会とが2010年4月から宍粟市立千種中学校との連携型中高一貫教育を、県内で初めて実施することとなった。授業や学校行事で連携するほか、千種中の3年生は一般入試に先立って本校の推薦入試を受験することができる。募集定員は推薦入試75%、一般入試25%の割合で選抜される。

## 沿革

### 山崎高等学校千種分校
- 1948年（昭和23年） 兵庫県立山崎高等学校定時制課程の分校として開校。
- 1962年（昭和37年） 全日制に移行。

### 千種高等学校
- 1975年（昭和50年） 兵庫県立千種高等学校として独立。
- 2001年（平成13年） 文部科学省「研究開発学校」指定。
- 2005年（平成17年） 文部科学省「コミュニティー・スクール調査研究校」指定。
- 2007年（平成19年） 「県立高等学校小規模校活性化支援事業」指定。
- 2010年（平成22年） 宍粟市立千種中学校との「連携型中高一貫教育校」に改編。
- 2017年（平成29年） 県下の公立高校として初となる、学校給食の実施（千種小・中と共通のセンター方式）。

## 設置学科
- 全日制普通科
  - 入学後いずれかのコースを選択する。

チャレンジコース
英語・国語・数学・理科の学習を重視し、センター試験に対応できる学力の養成を図り、国公立大学合格を目指す。
ベーシックコース
基礎的、基本的な内容の確実な習得を重視するとともに、さまざまな資格・技術の習得を通して生涯学習の基礎を培う。
アクティブコース
基礎的、基本的な内容の確実な習得を目指すとともに、多様な体験活動を通じて、自主性・社会性などの養成を図る。学校設定科目として「アクティブ」があり、ゴルフ、スキー、農業、木工、陶芸、写真等の体験活動の実績がある。

## 校歌
校歌は作詞:松井利男、作曲:秋月直胤。ニ長調。

## 部活動
運動部
- 硬式野球
- サッカー
- ゴルフ
- スキー
- 男女バレーボール
- ライフル射撃
- 女子ソフトボール（休部中）

文化部
- パソコン
- 軽音楽
- 茶華道
- ボランティア

## アクセス
- 中国自動車道 山崎インターチェンジから車で約40分。
- 神姫バス 山崎待合所より千種・西河内方面行きバスに乗車、「千種」又は「千種高校前」バス停下車すぐ。